# Hồ chứa nước Kaniv
Hồ chứa nước Kaniv (tiếng Ukraina: Канівське водосховище, Kanivs'ke vodoskhovyshche) nằm trên sông Dnepr tại Ukraina. Hồ được đặt tên theo thành phố Kaniv, có tổng diện tích là 675 km2 thuộc các tỉnh Cherkasy và Kyiv. Hồ được hình thành vào năm 1972 sau khi xây đập cho nhà máy thủy điện Kaniv trên sông Dnepr. Cùng với các hồ chứa nước Kakhovka, Dnipro, Kamianske, Kremenchuk và Kyiv, nó tạo thành một tuyến đường thủy nước sâu trên sông Dnepr, cho phép tàu đi xa đến sông Pripyat.
Hồ chứa nước dài 162 km, rộng đến 5 km, và có độ sâu trung bình là 5,5 m. Tổng dung tích nước là 2,6 km³.